# Кесън
Кесън (на чосонгъл: 개성시, правопис по системата на Маккюн-Райшауер Kaesŏng) е град в Северна Корея, намиращ се в провинция Северен Хванхе, непосредствено до границата ѝ с индустриалния регион Кесон.

## История
Кесън е град с богата история. Той е бил столица на Корея по време на династията Корьо. При идването на власт на династията Чосон през 1392 столицата е преместена и Кесън започва да губи културното си значение. До 1951 градът влиза в състава на провинция Кьонги-до, но при завземането му от севернокорейските войски става столица на новообразувания регион Кесън. През 1955 Кесън е организиран като директно управляван град. През 2002 малка част от града и региона образуват специален индустриален регион, а останалата част е присъединена към Северен Хванхе.

## Население
Населението възлиза на около 350 000 души, оценка за 2008. Това го прави един от най-големите градове в страната. Местното население се отличава с факта, че говори на сеулски, а не на пхенянски диалект на корейския език. Поместена е таблица със статистика за населението през годините:
| Година | Жители |
| ------ | ------ |
| 1921   | 37 000 |
| 1929   | 45 000 |
| 1932   | 49 700 |
| 1935   | 54 000 |

| Година | Жители  |
| ------ | ------- |
| 1967   | 140 000 |
| 1976   | 240 000 |
| 1981   | 259 000 |
| 2005   | 338 155 |

## Икономика
Кесън е център на леката индустрия в КНДР. Около града е концентрирана кожарска, дърводобивна, дървопреработвателна, хранително-вкусова и текстилна промишленост. Съществува фабрика за изработка на бижута и преработване на скъпоценни камъни. Близо до Кесън има стопанства за отглеждане на зърнени култури и женшен. Градът е разположен на основния път между Сеул и Пхенян, и разполага със средноголямо летище както за граждански, така и за военни цели.

## Образование
Един от най-старите университети в Корея, Корьо Сонгюнван, се намира в Кесън. Основан е през 992 г. след Христа. В града се намират също комунистически университет и колеж по изкуствата. Библиотеките са няколко.

## Забележителности
Историческият музей има богата колекция от артефакти от времето на късния период Корьо до Корейската война. Кесън е известен с множеството дворци и храмове, будисткото наследство, павилиона Манвол, гробницата на владетелите Вангон и Конмин. Има и останки от други дворци, а на 24 км северно от града се намират водопада Пагьон и замъка Техун.

## Известни личности
Родени в Кесън
- Ким Хюн Хий (р. 1962), терористка
- О Йон Су (р. 1944), актьор
- Юн Йо Джон (р. 1947), актриса